# Тролче
Тролче (на датски: Gjøltrold) е вид пластмасова кукла с рошави вдигнати нагоре коси, изобразяваща трол, известна още като Dam doll, кръстена на техния създател датския дърворезбар Томас Дам. В Обединеното кралство играчките са известни също като „тролчета за късмет“ или „gonk trolls“.
Куклите са създадени за първи път през 1959 г. и се превръщат в една от най-големите прищевки за играчки в САЩ в началото на 60-те години. Те стават за кратко отново популярни през 70-те до 90-те години и са копирани от няколко производители под различни имена. През 90-те години на миналия век са създадени няколко видео игри и видео шоута на базата на куклите тролчета. През 2003 г. компанията Dam възстановява авторските права на САЩ за тази марка, като спира производството ѝ без лиценз. През 2005 г. компанията Dam модернизира марката под името Trollz, но се провали на пазара.
През 2013 г. марката е закупена от Дриймуъркс Анимейшън с анимационен игрален филм, наречен Тролчета, който излиза през 2016 г. и продължение, пуснато през 2020 г.